# Orthoporus margarites
Orthoporus margarites är en mångfotingart som först beskrevs av Chamberlin 1946.  Orthoporus margarites ingår i släktet Orthoporus och familjen Spirostreptidae. Inga underarter finns listade i Catalogue of Life.